# فرناندو بيريرا
فرناندو بيريرا (16 ديسمبر 1973 بأنغولا - ) هو لاعب كرة قدم أنغولي في مركز حراسة المرمى. شارك مع منتخب أنغولا لكرة القدم.

## وصلات خارجية
- فرناندو بيريرا على موقع قاعدة بيانات كرة القدم.إي يو (الإنجليزية)
- فرناندو بيريرا على موقع ناشيونال فوتبول تيمز (الإنجليزية)